# آمی‌تریپتیلین
آمی‌تریپتیلین (به انگلیسی: Amitriptyline) با نام تجاری الاویل (به انگلیسی: Elavil) دارویی است که در درجهٔ اول برای معالجهٔ تعدادی از اختلالات روان‌پزشکی استفاده می‌شود.
ردهٔ درمانی: ضدافسردگی‌های سه‌حلقه‌ای
اشکال دارویی: قرص

## موارد مصرف
کاربرد اصلی این دارو درمان افسردگی است. ولی این دارو در درمان بیماری دردهای نوروژنیک، شب ادراری و پروفیلاکسی میگرن نیز به کار می‌رود. موارد اصلی استفاده شامل اختلال افسردگی و اضطراب اختلال افسردگی عمده و در موارد کمتر اختلال کم‌توجهی - بیش‌فعالی برای درمان عارضهٔ نقص توجه بیش فعالی (ADHD) و اختلال دوقطبی کاربرد دارد. سایر کاربردها شامل پیشگیری از میگرن، درمان درد نوروپاتیک مانند فیبرومیالژیا و نورالژی بعد از هرپس و با رواج کمتر برای درمان بی‌خوابی است. این دارو در کلاس ضدافسردگی‌های سه‌حلقه‌ای (TCA) قرار دارد و مکانیسم دقیق عملکرد آن مشخص نیست. آمی‌تریپتیلین از طریق دهان و به صورت قرص استعمال می‌شود.
این دارو در ابتدای مصرف ممکن است افکار خودکشی را تقویت نماید که این اتفاق در سنین زیر ۲۴ سال شایع‌تر است. برای جلوگیری از این موضوع توصیه می‌شود در چند هفته ابتدای مصرف این دارو مجدداً توسط پزشک ویزیت شوید.

## مکانیسم اثر
مکانیسم اثر ضدافسردگی‌های سه‌حلقه‌ای در مغز مهار بازجذب سروتونین و نوراپی‌نفرین با بلوک نمودن عملکرد انتقال‌دهنده‌های سروتونین و نوراپی‌نفرین است؛ بنابراین موجب افزایش سطح مغزی سروتونین و نوراپی‌نفرین می‌شوند. این داروها اثر بسیار کمی بر روی انتقال دوپامین دارند.

## موارد منع مصرف
حساسیت به ضدافسردگی‌های سه‌حلقه‌ای، سابقهٔ سکتهٔ قلبی، سابقهٔ آریتمی و هرگونه بلوک قلبی، نارسایی احتقانی قلب، نارسایی عروق کرونر، سن زیر هفت سال، مشکل شدید کبدی، شیدایی، دوران شیردهی، افراد با سابقهٔ مصرف در طول دو هفتهٔ اخیر مهارکننده‌های مونوآمین اکسیداز یا در حال مصرف این دارو

## عوارض جانبی
آمی‌تریپتیلین اثرات جانبی متنوعی را ایجاد می‌کند. عوارض جانبی شایع که در بیش از ۱٪ از کاربران مشاهده می‌شود شامل سرگیجه، سردرد و افزایش وزن است. عوارض جانبی آنتی کولینرژیک آن بیشتر از سایر TCAها مانند ایمی‌پرامین است. عوارض جانبی شناختی شامل هذیان و سردرگمی و همچنین اختلالات خلقی مانند اضطراب و بیقراری است. عوارض جانبی قلبی و عروقی ممکن است شامل افت فشار خون وضعیتی، تاکی‌کاردی سینوسی و طولانی شدن فاصله QT باشد. عوارض جانبی جنسی شامل از بین رفتن میل جنسی و ناتوانی جنسی است، در حالی که اختلالات خواب ممکن است شامل خواب‌آلودگی، بی‌خوابی و کابوس باشد. گفته می‌شود که از نظر TCAها، آمی‌تریپتیلین دارای بیشترین عوارض آنتی‌کولینرژیک و به احتمال زیادتری ایجادکننده هذیان است.

## مصرف بیش از حد
علائم و درمان بیش از حد دارو عمدتاً مشابه سایر TCAها از جمله ایجاد سندرم سروتونین و عوارض جانبی قلبی است. فرمول ملی انگلیس خاطرنشان می‌کند که آمی‌تریپتیلین به ویژه در مصرف بیش از حد می‌تواند بسیار خطرناک باشد. بر همین اساس این دارو و سایر TCAها دیگر به عنوان درمان خط اول برای افسردگی توصیه نمی‌شوند. عوامل جایگزین، SSRIها و SNRIها، در مصرف بیش از حد ایمن‌تر هستند، اگرچه از TCAها مؤثرتر نیستند. علائم احتمالی مصرف بیش از حد آمی‌تریپتیلین شامل موارد زیر است:
خواب‌آلودگی، هیپوترمی، تاکی‌کاردی، سایر آریتمی‌ها مثل بلوک شاخه‌ای قلب، نقص در الکتروکاردیوگرام، مردمک‌های گشاد، نارسایی احتقانی قلب، تشنج، صرع، میوکلونوس، افت فشار خون شدید، کما، طولانی شدن QT، هرگونه تغییر در محور QRS، سفتی عضلانی، تهوع، بیقراری، رفلکس‌های هایپراکتیو و حتی مرگ.
در مورد اوردوز این دارو، درمان اغلب حمایتی است زیرا هیچ آنتی‌دوت (پادزهر) خاصی برای مصرف بیش از حد آمی‌تریپتیلین در دسترس نیست. کربن فعال می‌تواند در صورتی که در عرض ۱–۲ ساعت بعد از مصرف خوراکی داده شود باعث کاهش جذب شود. اگر فرد مبتلا بیهوش باشد یا دچار اختلال در رفلکس گاگ باشد، ممکن است از لولهٔ نازوگاستریک برای تحویل کربن فعال در معده استفاده شود. نظارت بر نوار قلب برای ناهنجاری‌های هدایت قلبی ضروری است و نظارت دقیق بر عملکرد قلب توصیه می‌شود. در صورت لزوم دمای بدن باید با تدابیری نظیر پتوی گرم‌کن تنظیم شود. حداقل تا ۵ روز پس از مصرف بیش از حد توصیه می‌شود مانیتور قلبی انجام شود. بنزودیازپین‌ها برای کنترل تشنج توصیه می‌شوند. همودیالیز به دلیل زیاد بودن اتصال پروتئین به آمی‌تریپتیلین فایده‌ای ندارد.

## تداخلات دارویی
آمی‌تریپتیلین با موارد زیر تداخل دارد:
- مهار کننده‌های مونوآمین اکسیداز زیرا می‌توانند سندرم سروتونین را القا کنند.
- مهارکننده‌های CYP2D6 و داروهایی مانند فلوکستین به دلیل پتانسیل افزایش غلظت پلاسمایی دارو.
- گوانتیدین به دلیل اینکه می‌تواند اثرات ضد فشار خون این دارو را کاهش دهد.
- عوامل آنتی‌کولینرژیک مانند بنزروپین، هیوسین (اسکوپولامین) و آتروپین، زیرا این دو ممکن است اثرات ضد کولینرژیک یکدیگر از جمله فلج ایلئوس و تاکی‌کاردی را تشدید کنند.
- داروهای ضدجنون به دلیل پتانسیل آن‌ها برای تشدید اثرات آرام‌بخش، آنتی‌کولینرژیک، صرع و پیرکسیک (تقویت‌کنندهٔ تب) با آمی‌تریپتیلین تداخل دارند. همچنین خطر ابتلا به سندرم بدخیم نورولپتیک را افزایش می‌دهد.
- سایمتیدین به دلیل امکان ایجاد اختلال در متابولیسم کبدی آمی‌تریپتیلین و از این رو افزایش غلظت حالت پایدار دارو، با آمی‌تریپتیلین تداخل دارد.
- دی‌سولفیرام به دلیل پتانسیل ایجاد دلیریوم.
- ECT ممکن است خطرات مرتبط با این درمان را افزایش دهد.
- داروهای ضد تیروئید ممکن است خطر ابتلا به آگرانولوسیتوز را افزایش دهد.
- هورمون‌های تیروئید پتانسیل افزایش عوارض جانبی مانند تحریک CNS و آریتمی را دارند.
- مسکن‌ها مانند ترامادول و پتیدین به دلیل اینکه احتمال افزایش خطر تشنج و سندرم سروتونین وجود دارد.
- داروهای منوط به غیرفعال کردن معده (به عنوان مثال لوودوپا) به دلیل پتانسیل آمی‌تریپتیلین برای به تأخیر انداختن تخلیهٔ معده و کاهش تحرک روده.
- داروهای منوط به افزایش جذب در رودهٔ کوچک (به عنوان مثال ضدانعقاد)
- عوامل سروتونرژیک مانند مهارکننده‌های انتخابی بازجذب سروتونین و تریپتان‌ها به دلیل پتانسیل ایجاد سندرم سروتونین.